# Armoiries de Saint-Christophe-et-Niévès
Le blason de Saint-Christophe-et-Niévès fut adopté le 16 février 1967.

La description héraldique est : D’argent au chevron de gueules, accompagné de deux fleurs de flamboyants de gueules et d’un bateau, et un chef d’azur chargé en fasce, d’une fleur de lys d’or, d’une tête de caribéen d’or et d’une rose d’argent au cœur de gueules et de sinople.
Le blason est composé d'un champ d'argent, dans lequel on peut voir un bateau, moyen de transport le plus utilisé de Saint-Christophe-et-Niévès; il est surmonté d'un pic de gueules entouré par deux fleurs de Flamboyants, fleurs nationales. Au-dessus, sur un champ d'azur, on peut voir une tête de caribéen avec à sa gauche une fleur de lys d'or et à sa droite, une rose d'argent, de gueules et de sinople ; ils représentent la population la locale ainsi que les colonisateurs successifs des îles : les Français et les Anglais.
Le tout est surmonté d'un heaume, avec au-dessus une torche en forme de deux bras, l'un représente la population africaine et l'autre la population métisse. La torche représente l'unité et la liberté des races.
Deux pélicans soutiennent le blason, ils sont accolés à deux cocotiers et deux cannes à sucre symbolisant la fertilité du pays.
Dans la partie inférieure, sur une ceinture d'argent, figure la devise officielle du pays "Country Above Self" (“Pays au-dessus de nous")